# Olympische Sommerspiele 1980/Wasserspringen

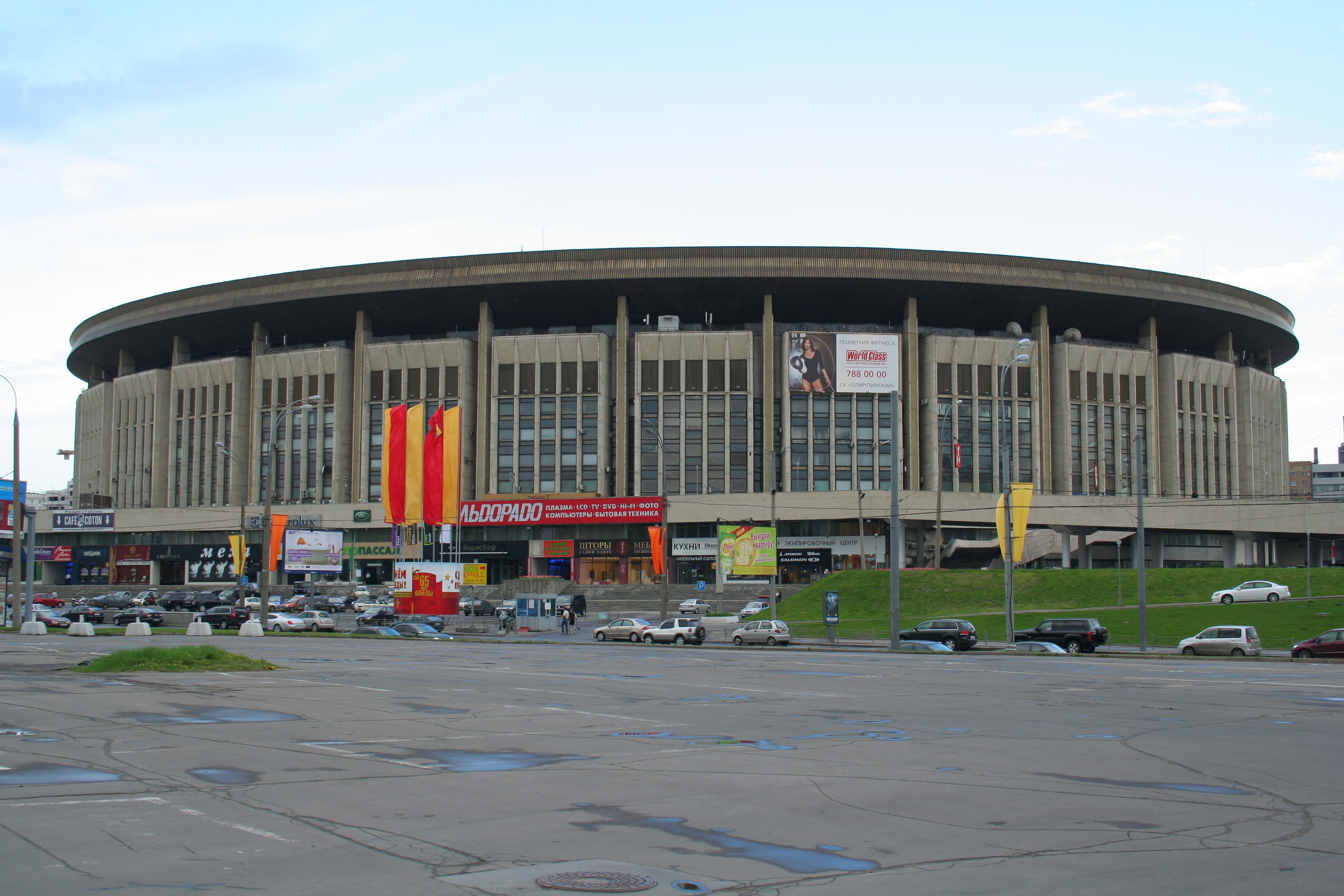
Olimpijski-Sportkomplex

Bei den XXII. Olympischen Sommerspielen 1980 in Moskau fanden vier Wettkämpfe im Wasserspringen statt, je zwei für Frauen und Männer. Austragungsort war das Hallenbad im Olimpijski-Sportkomplex.

## Bilanz

### Medaillenspiegel
| Platz | Land        | Gold | Silber | Bronze | Gesamt |
| ----- | ----------- | ---- | ------ | ------ | ------ |
| 1     | Sowjetunion | 2    | 2      | 2      | 6      |
| 2     | DDR         | 2    | 1      | 1      | 4      |
| 3     | Mexiko      | –    | 1      | –      | 1      |
| 4     | Italien     | –    | –      | 1      | 1      |

### Medaillengewinner
| Konkurrenz        | Gold              | Silber            | Bronze             |
| ----------------- | ----------------- | ----------------- | ------------------ |
| Kunstspringen 3 m | Alexander Portnow | Carlos Girón      | Franco Cagnotto    |
| Turmspringen 10 m | Falk Hoffmann     | Uladsimir Alejnik | Dawit Hambarzumjan |

| Konkurrenz        | Gold            | Silber           | Bronze        |
| ----------------- | --------------- | ---------------- | ------------- |
| Kunstspringen 3 m | Irina Kalinina  | Martina Proeber  | Karin Guthke  |
| Turmspringen 10 m | Martina Jäschke | Sirward Emirsjan | Liana Zotadse |

## Zeitplan
| Wettbewerbe       | Juli | Juli | Juli | Juli | Juli | Juli | Juli | Juli | Juli |
| Männer            | 20.  | 21.  | 22.  | 23.  | 24.  | 25.  | 26.  | 27.  | 28.  |
| ----------------- | ---- | ---- | ---- | ---- | ---- | ---- | ---- | ---- | ---- |
| Kunstspringen 3 m |      |      |      |      |      |      |      |      |      |
| Turmspringen      |      |      |      |      |      |      |      |      |      |
| Frauen            | 20.  | 21.  | 22.  | 23.  | 24.  | 25.  | 26.  | 27.  | 28.  |
| Kunstspringen 3 m |      |      |      |      |      |      |      |      |      |
| Turmspringen      |      |      |      |      |      |      |      |      |      |

| 000 | Vorkampf |  | Finale |

## Ergebnisse Männer

### Kunstspringen 3 m
| Platz | Land | Sportler               | Gesamt- punkte | Finale  | Vorrunde (½ Punkte) |
| ----- | ---- | ---------------------- | -------------- | ------- | ------------------- |
| 1     | URS  | Alexander Portnow      | 905,025        | 614,970 | 290,055             |
| 2     | MEX  | Carlos Girón           | 892,140        | 602,040 | 290,100             |
| 3     | ITA  | Franco Cagnotto        | 871,500        | 593,340 | 278,160             |
| 4     | GDR  | Falk Hoffmann          | 858,510        | 574,620 | 283,890             |
| 5     | URS  | Aljaksandr Kassjankou  | 855,120        | 575,670 | 279,450             |
| 6     | GBR  | Christopher Snode      | 844,470        | 565,920 | 278,550             |
| 7     | URS  | Wjatscheslaw Troschin  | 820,050        | 543,840 | 276,210             |
| 8     | ESP  | Ricardo Camacho García | 749,340        | 483,330 | 266,010             |
| 9     | GDR  | Frank Taubert          | 524,040        | –       | –                   |
| 10    | GDR  | Dieter Waskow          | 522,870        | –       | –                   |
|       |      |                        |                |         |                     |
| 12    | AUT  | Niki Stajković         | 521,040        | –       | –                   |
| 21    | AUT  | Michael Worisch        | 452,430        | –       | –                   |

Datum: 22. und 23. Juli 1980 

24 Teilnehmer aus 16 Ländern

### Turmspringen 10 m
| Platz | Land | Sportler           | Gesamt- punkte | Finale  | Vorrunde (½ Punkte) |
| ----- | ---- | ------------------ | -------------- | ------- | ------------------- |
| 1     | GDR  | Falk Hoffmann      | 835,650        | 562,590 | 273,060             |
| 2     | URS  | Uladsimir Alejnik  | 819,705        | 550,170 | 269,535             |
| 3     | URS  | Dawit Hambarzumjan | 817,440        | 558,030 | 259,410             |
| 4     | MEX  | Carlos Girón       | 809,805        | 552,120 | 257,685             |
| 5     | GDR  | Dieter Waskow      | 802,800        | 545,220 | 257,580             |
| 6     | GDR  | Thomas Knuths      | 783,975        | 523,470 | 260,505             |
| 7     | URS  | Sergei Nemzanow    | 775,860        | 532,260 | 243,600             |
| 8     | AUT  | Niki Stajković     | 725,145        | 478,200 | 246,945             |

Datum: 27. und 28. Juli 1980 

23 Teilnehmer aus 14 Ländern

## Ergebnisse Frauen

### Kunstspringen 3 m
| Platz | Land | Sportlerin          | Gesamt- punkte | Finale  | Vorrunde (½ Punkte) |
| ----- | ---- | ------------------- | -------------- | ------- | ------------------- |
| 1     | URS  | Irina Kalinina      | 725,910        | 486,480 | 239,430             |
| 2     | GDR  | Martina Proeber     | 698,895        | 473,400 | 225,495             |
| 3     | GDR  | Karin Guthke        | 685,245        | 467,640 | 217,605             |
| 4     | URS  | Schanna Zyrulnykowa | 673,665        | 446,490 | 227,175             |
| 5     | GDR  | Martina Jäschke     | 668,115        | 454,380 | 213,735             |
| 6     | AUS  | Valerie McFarlane   | 651,045        | 444,060 | 206,985             |
| 7     | URS  | Irina Sidorowa      | 650,265        | 433,980 | 216,285             |
| 8     | CUB  | Lourdes González    | 640,005        | 435,180 | 204,825             |

Datum: 20. und 21. Juli 1980 

24 Teilnehmerinnen aus 13 Ländern

### Turmspringen 10 m
| Platz | Land | Sportlerin          | Gesamt- punkte | Finale  | Vorrunde (½ Punkte) |
| ----- | ---- | ------------------- | -------------- | ------- | ------------------- |
| 1     | GDR  | Martina Jäschke     | 596,250        | 416,310 | 179,940             |
| 2     | URS  | Sirward Emirsjan    | 576,465        | 385,470 | 190,945             |
| 3     | URS  | Liana Zotadse       | 575,925        | 395,490 | 180,435             |
| 4     | GDR  | Ramona Wenzel       | 542,070        | 362,640 | 179,430             |
| 5     | URS  | Jelena Matjuschenko | 540,180        | 364,680 | 175,500             |
| 6     | MEX  | Elsa Tenorio        | 539,445        | 359,430 | 180,015             |
| 7     | AUS  | Valerie McFarlane   | 499,785        | 333,000 | 166,785             |
| 8     | HUN  | Ildikó Kelemen      | 476,535        | 314,610 | 161,925             |
| 9     | GDR  | Kerstin Krause      | 322,680        | –       | –                   |

Datum: 25. und 26. Juli 1980 

18 Teilnehmerinnen aus 10 Ländern